# Unang Hirit
Unang Hirit es un programa matinal filipino transmitida originalmente por GMA Network. El programa se estrenó el 6 de diciembre de 1999, que se transmite de lunes a viernes a las 05:00 (PST).

## Presentadores

### Presentadores actuales
- Arnold Clavio (1999–presente)
- Lyn Ching-Pascual (1999–presente)
- Suzi Entrata-Abrera (1999–presente)
- Danilo Federez voz de Arn-Arn (2000–presente)
- Lhar Santiago (2001–presente)
- Love Añover (2003–presente)
- Atty. Gabby Concepción (2003-presente)
- Winnie Monsod (2005–presente)
- Susan Enriquez (2009-2012; 2013-presente)
- Luanne Dy (2010–presente)
- Connie Sison (2010–presente)
- Nathaniel "Mang Tani" Cruz (2012-presente)
- Tonipet Gaba (2011-presente)
- Ivan Mayrina (2012-presente)
- Regine Tolentino

### Presentadores anteriores
- Monica Verallo (2010-junio de 2014)
- Edu Manzano (2011)
- Jolina Magdangal-Escueta (2005-2009)
- Ryan Agoncillo (2001-2002)
- Mickey Ferriols
- Miriam Quiambao
- Hans Montenegro
- Rhea Santos-De Guzman (2001-2019)
- Nikki Dacullo
- Paolo Bediones (2007-2009)
- Daniel Razón (2001-2005)
- Martin Andanar (2000-2004)
- Oscar Oida (1999-2003)
- Diana Zubiri (2005)
- Sunshine Dizon (2007)
- Jun Veneración (2012)
- Pia Archangel-Halili (2010–2013)
- Drew Arellano (2004–2013)